# Marco Caula
Marco Caula (Módena, c.1500 - Modena, 18 de maio de 1577), foi um italiano acusado de heresia pelo tribunal de inquisição romana, no Século XVI.

## Biografia
Marco Caula era filho de Lorenzo, "também conhecido como o cidadão Medici de Modena", nasceu em Modena, mas a família era originalmente de Sassuolo.
A família Caula era uma das mais poderosas de Sassuolo, as crônicas locais do final do século XV e das três primeiras décadas do século XVI estão repletas de conflitos com a família Mari. Doutores, juristas e homens de armas saíram dali, e são relatados nas guerras contra os turcos na Hungria e em outros lugares. O mais famoso foi certamente o capitão Camillo Caula, primo de Marco.
Nascido em Modena, mas de uma importante família de Sassuolo, Marco foi julgado por heresia em Modena em 1541 e entre 1567-1568 em Ferrara. Este segundo julgamento terminou com a renúncia (11 de abril de 1568, em Ferrara) e a sentença para servir nas galeras, imediatamente foi alterada para a prisão: na verdade, Caula foi simplesmente obrigado a residir em Modena. Caula foi finalmente perdoado pelo tribunal da inquisição em 1577. O PhD em história, Joseph Bernard, afirma que a Inquisição na Itália procedeu com moderação, e só excepcionalmente houve penas corporais graves e execuções.  As acusações se centralizavam em questões que relacionados com a heresia, incluindo a feitiçaria, a imoralidade, blasfêmia, bruxaria, judaizantes e, bem como para a censura da literatura contrária a fé cristã ou que apresentassem conteúdo protestante. Era um organismo bastante diferente da Inquisição medieval, pois era uma assembleia permanente de cardeais e outros prelados que não dependiam do controle episcopal. O seu âmbito de ação foi alargado a toda a Igreja Católica. 

### Reforma protestante
Entre os documentos processuais, é citado que Marco Caula professou axiomas comuns ao grupo dos hereges de Modena de sua época: negação do livre-arbítrio e afirmação da justificação somente pela fé; além da negação do dogma da transubstanciação; a negação do purgatório e a rejeição da autoridade papal.
Além de Marco Caula, Giovanni Battista Ponte, Pietro Giovanni Biancolini, Francesco Puccerelli, entre outros, os tribunais inquisitórios nos ducados italianos, circunvizinhos aos estados papais, indicavam a violenta ruptura sofrida pela Igreja Católica a partir da fixação das 95 teses de Martinho Lutero em Wittenberg, marcando o início da reforma protestante. Em Modena, esse acontecimento foi conhecido como Movimento Ereticale Modenense, atestado tanto pelos inquisidores quanto pelos reformadores.

### Inquisitado em 1541

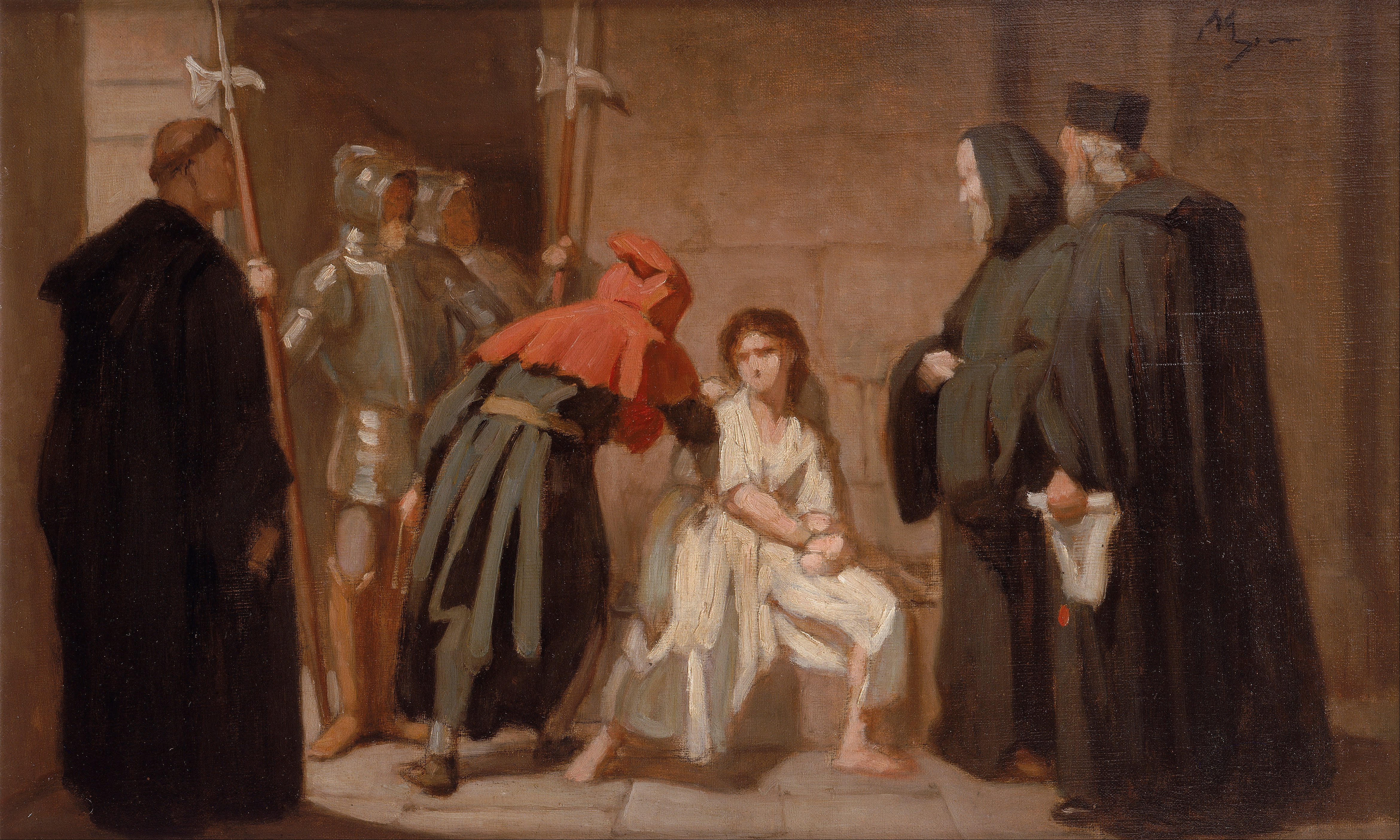
Edouard Moyse - Inquisition

Marco não era uma das personalidades mais notáveis da família Caula e é conhecido quase exclusivamente pelos processos de heresia em que ele estava envolvido. Ele se evidencia pela primeira vez através da suspeita de heresia em um tribunal constituinte, em 29 de março de 1541.
O primeiro julgamento ocorreu em duas audiências (29 de março de 1541 e 1 de abril de 1541): na primeira elas desafiaram a negação do purgatório por Caula, a negação do livre-arbítrio e o valor da oração, consumo de carne às sextas-feiras e quaresma; o réu rejeitou as acusações limitando-se a admitir o que dizia respeito ao consumo de carne, para o qual ele ainda se referia a uma dispensação papal. Na segunda audiência, porém, ele se permitiu fazer algumas admissões: talvez ele tivesse negado a existência do purgatório, mas como uma piada ("ioco"), não por causa de profunda convicção, porque compartilhava plenamente a posição ortodoxa. A mudança de tática fez o inquisidor suspeitar, e insistiu para que ele revelasse os nomes daqueles que o instruíram para as respostas; e ele terminou admitindo que o conselho para responder "que ele acreditava no que acreditava na igreja" tinha vindo a ele das pessoas que frequentavam a farmácia do Grillenzoni ("circa apothecam eorum de Grilenzonis"), um dos locais de encontro daquele surto de dissidência religiosa que era o Movimento. Quanto às orações, ele afirmou ter dito que os homens devem recorrer "em primeiro lugar" a Cristo "nosso advogado", sem implicar que devemos desprezar ou condenar as orações dirigidas aos santos.
Os investigadores de San Domenico, frade Cherubino da Mirandola e o frei Francesco Tassoni, contentaram-se com os seus esclarecimentos, limitando-se a fazê-lo jurar "aliquid sinister in futurum contra fidem não acreditar nc dicere disputio de sua quae ad fidem pertinent" sob pena de 50 ducados; pelo contrário, assinalaram que este juramento ainda não significava "abiuratio haeresis vel de haeresi vehementer suspecti", mas que no futuro pesaria contra ele essa acusação; e convidou-o para evitar a associação com pessoas suspeitas.

### Intertempo
Evidentemente, Caula não aceitou o conselho, nem se tornou mais cauteloso. Quando o frei Bartolomeo de Pergola pregou em Modena durante a Quaresma de 1544 e "a maior parte da pregação dos sermões no Movimento", o Caula estava entre os ouvintes entusiastas de aprender "o caminho mais amplo para ir para o céu"; e quando em junho do mesmo ano o frade teve que retornar a Modena para se justificar das dezessete acusações que haviam feito contra ele junto aos frades de São Domingos, Caula estava entre os promotores de um apelo que foi "assinado a seu favor por muitos gentil-huomini". Com esse ato, o Caula estava ligado a um dos eventos capitais do caminho da heresia em Modena.
Nos anos 1550, o nome de Caula aparece em um documento que ainda o mostra sensível a questões religiosas: está entre os "amonitas" registrados no "livro secreto" do bispo Foscherari, junto com o capitão Camillo Caula; e pode ser presumido por trás da denúncia singular apresentada aos inquisidores por Camillo Caula em 3 de maio de 1555 contra um pregador que havia dito várias vezes no púlpito: "Não acredite, você não acha que a única paixão de Iesu Christo pode libertar você e dar-lhe a vida eterna ": um ato que indica a evidência e a ousadia que os grupos dissidentes mostravam naquele momento.
No verão de 1566, no entanto, Caula escapou de Modena junto com o maestro Giovanni M. Maranello, Giacomo Graziani, Pietro Giovanni Biancolini e Giovanni Bergomozzi, principais homens da heterodoxia modenesa. O período de dois anos de repressão começa. É documentada a tentativa do Governador Estipulado Ippolito Turco de subtrair os cinco da excomunhão: uma carta datada de 17 de dezembro de 1566 para a "Serenissima Madama" e para o cardeal Ippolito solicita instruções, mas as provas eram muito fortes para qualquer coisa ser feita. O Biancolini, o Bergomozzi, o Graziani se refugiaram na terra dos hereges, Maranello e Caula enfrentariam a Inquisição. Uma carta do padre Domenico da Imola para Morone, datada de 7 de junho de 1567, dá a esse respeito, uma indicação precisa: "Marcus Caula foi enviado a Ferrara porque o vigário da Inquisição disse que não poderia ir a Modena e estava ansioso para resolver suas coisas, e nós, para escapar deste trabalho duro, de bom grado deixamo-lo ir... ". A sentença e alguns trechos do julgamento estão mantidos no Arquivo Estadual de Modena, e fornecem amplas informações sobre o andamento do caso.

### Inquisitado de 1567 a 1568
Os interrogatórios ocorreram entre julho e agosto de 1567 e o Caula, também submetido a tortura para esclarecimentos a respeito dos seus cúmplices, apontou para o Maranello, o Graziani, o Bergomozzi, um Magnanini, um de Scandiano, e também Giovanni Rangoni, Francesco Camurana, Pellegrino di Sete, estes últimos três já estavam mortos. As acusações ele ab-jurou em 11 de abril de 1568 em Ferrara, na presença do comissário da inquisição, Nicolò da Finale e Giovanni Maria Drappieri, vigário do bispo, e incluíam: 
"A negação do livre-arbítrio e o valor salvífico das obras para a salvação "de uma só vez"; a negação da presença real do corpo e do sangue de Cristo na hóstia consagrada com a afirmação conexa de que "a pessoa não é realmente recebida, mas apenas espiritualmente e pela fé"; a negação do purgatório e, portanto, dos sufrágios dos vivos para os mortos e das indulgências; a recusa ao pontífice do status de vigário de Cristo e, portanto, defender o direito de os cristãos transgredirem suas leis papais "sem cometer pecado mortal"."
Essas posições eram comuns ao grupo ao qual pertencia o Maranello e representava o ponto final da sua dissidência. Caula foi condenado a servir nas trirremes, mas a sentença foi imediatamente alterada para a da prisão. De fato, foi após o Concílio de Trento (realizado de 1545 a 1563), que em 22 de janeiro 1569 uma carta do cardeal de Pisa notificou que "toda a cidade de Modena foi condenada à prisão", de acordo com a fórmula usual. Modena estava completamente envolvida. O perdão da igreja Romana veio de Pio V. O Caula então fez parte do grande grupo daqueles que em Modena usavam "o hábito amarelo", um sinal penitencial de abjuração. Seu primo Camillo, contra quem nenhuma evidência suficiente havia sido reunida, foi meramente admoestado. Um pedido de perdão para Caula foi rejeitado em 1572, e finalmente, em 18 de maio de 1577, o cardeal de Pisa escreveu ao inquisidor de Elisha Capys: "Por causa da favorecimento que Sua Paternidade me deu em prol de Marco Caula ... mova esta sagrada congregação para lhe conceder a gratidão que ele pede em seu memorial... ". 